# Varkaus flygplats
Varkaus flygplats (finska: Varkauden lentoasema) är en regional flygplats i Jorois, Södra Savolax. Flygplatsen byggdes ursprungligen som militär flygplats, men öppnade senare för passagerartrafik.

## Destinationer
Flybe Nordic lade ner flygturerna till Helsingfors i januari 2014, vilket lämnar flygplatsen utan reguljär passagerartrafik.